# Corpus Christianorum
El Corpus Christianorum es una colección de textos latinos y griegos cristianos (Padres de la Iglesia y escritores medievales) realizada en ediciones críticas (texto más probable y fuentes). Los libros tienen una introducción con una historia de la tradición textual de la obra. 
Se divide en series; las principales son:
- Series Graeca
- Series Latina: Desde Tertuliano hasta Beda.
- Continuatio medievalis: contiene textos desde la época carolingia hasta el final de la Edad Media.
- Series apocryphorum

La colección es editada por Brepols. La idea fue del abad benedictino Eligius Dekkers que intentaba realizar una colección de textos críticos de los escritores eclesiásticos desde Tertuliano hasta Beda el venerable que reemplazara al Migne. La colección comenzó con la Clavis Patrum Latinarum.

## Clavis Patrum
A la hora de preparar las ediciones críticas de los diversos textos se elaboró inicialmente una amplia bibliografía sobre cada uno de los autores que integra:
- Códices y fuentes manuscritas existentes
- Ediciones críticas editadas anteriormente
- Ediciones con traducciones editadas anteriormente
- Elementos filológicos: vocabularios para el autor, particularidades lingüísticas.

A estos volúmenes iniciales de cada colección se les llamó clavis.